# Torre de la Vall del Bac
La Torre és una antiga casa forta en un promontori a la Vall del Bac, al terme municipal de la Vall de Bianya, en una situació immillorable per a vigilar la ruta cap al Ripollès, enfront l'església de Sant Miquel. Com una munió de fortificacions fou declarada bé cultural d'interès nacional.

## Arquitectura
És una construcció medieval amb l'aparell romànic a les façanes de ponent i de migdia, amb restes de fortificació. La resta són afegits posteriors. Disposava d'una part d'habitatge format per un cos rectangular amb teulat a dues aigües i tenia planta baixa i un pis. En destaca, a la planta inferior, una espaiosa sala del període del romànic, que fa 15,5 m. de longitud per 5,3 m. d'amplada i que té cinc grans arcades que travessen la nau de nord a sud, sobre les quals descansa la coberta. Hi havia nu altre cos, integrat per la torre de defensa, de tres pisos, avui escapçada, on encara es poden veure restes dels matacans i les espieres. La construcció de la torre és més antiga que la resta de l'edifici. Va ser bastida amb pedra petita i pedra volcànica, i amb grans carreus als cantoners.

## Història
Segons els documents antics, a la Vall del Bac hi havia dos castells. Un va ser la Torre, on visqué la família Bac. L'altre apareix esmentat amb el nom de Doscastells i es desconeix la seva ubicació. La història de la Torre de la Vall del Bac ha estat relacionada amb els Bac o Desbac, família de cavallers que residí i tingué propietats a la zona. Aquesta família, sobre la qual es tenen notícies des del segle xv, posseïdora del castell de Rocabruna, moment en què s'abandonà la casa pairal que tenien a la vall del Bac.